# طيران تنزانيا
شركة طيران تنزانيا المحدودة (بالسواحلية: Kampuni ya Ndege ya Tanzania) هي شركة الطيران الوطنية في تنزانيا، يقع مقرها الرئيسي في مطار جوليوس نيريري الدولي بدار السلام.

## تاريخ
أسست شركة طيران تنزانيا (ATC) في عام 1977 بعد حل شركة خطوط شرق أفريقيا الجوية وكانت عضوًا في اتحاد الخطوط الجوية الأفريقية منذ إنشائها. كانت شركة الطيران مملوكة بالكامل للحكومة التنزانية حتى عام 2002 عندما تمت خصخصتها جزئيًا بالشراكة مع خطوط جنوب إفريقيا الجوية، لكن الحكومة أعادت شراء الأسهم في عام 2006، مما جعلها مرة أخرى شركة حكومية مملوكة بالكامل.
بدأت الحكومة التنزانية في عام 2016 بقيادة الرئيس ماجوفولي حملة جديدة بالحصول على طائرات إضافية من بومباردييه وبوينغ. وكانت تعتزم شركة الطيران كذلك مضاعفة أسطولها إلى 14 طائرة بحلول عام 2022 وزيادة خطوطها الطويلة والإقليمية.
حذر المراقب والمدقق العام في أبريل 2021 من أن رحلات طيران تنزانيا التي تطير إلى الخارج تتعرض لخطر الحجز بسبب الديون الضخمة التي تكبدتها الشركة. وذكر أن الشركة تكبدت خسائر 150 مليار شيلينغ تنزاني/ = (65 مليون دولار أمريكي) منذ عام 2016. ولكن في مايو 2021 أعلنت حكومة تنزانيا خطة إنقاذ بقيمة 194 مليون دولار أمريكي لشركة الطيران.

## الأسطول

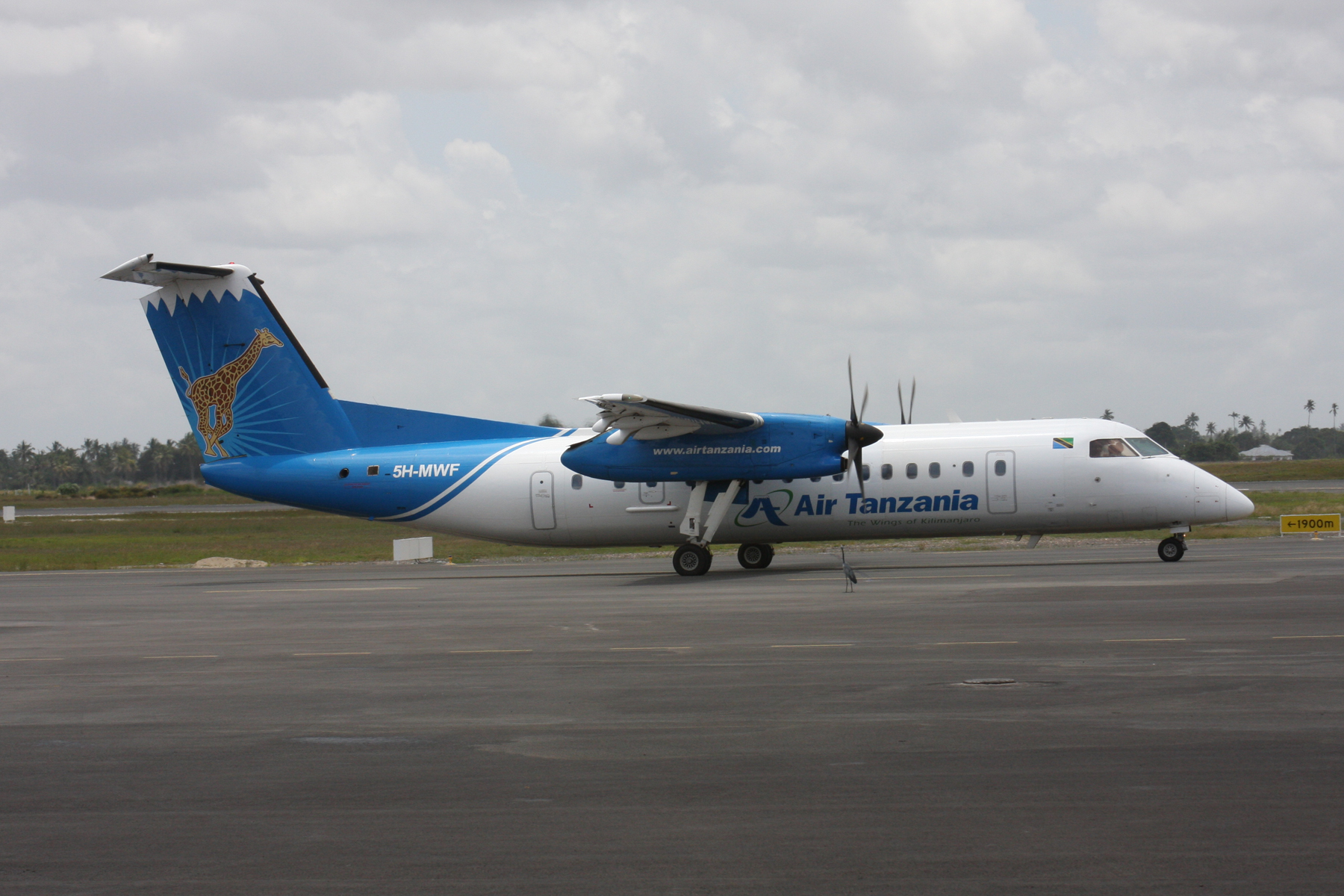
طائرة دي هافيلاند كندا داش 7 تابعة للتنزانية

### الأسطول الحالي
اعتبارًا من أغسطس 2022، تشغل الخطوط التنزانية الطائرات التالية:
| الطائرة          | في الخدمة | مطلوبة | الركاب       | الركاب   | الركاب  | ملاحظات                     |
| الطائرة          | في الخدمة | مطلوبة | رجال الأعمال | السياحية | المجموع | ملاحظات                     |
| ---------------- | --------- | ------ | ------------ | -------- | ------- | --------------------------- |
| إيرباص إيه 220   | 4         | —      | 12           | 120      | 132     | [ 13 ]                      |
| بوينغ 737 ماكس   | —         | 2      |              |          |         | [ 14 ]                      |
| بوينغ 787        | 2         | 1      | 22           | 240      | 262     | [ 15 ] [ 16 ] [ 17 ] [ 18 ] |
| بومباردييه داش 8 | 5         | 1      | 6            | 70       | 76      |                             |
| بومباردييه داش 8 | 5         | 1      | 10           | 68       | 78      |                             |
| أسطول الشحن      |           |        |              |          |         |                             |
| بوينغ 767        | 1         | 1      |              |          |         | [ 14 ]                      |
| المجموع          | 12        | 5      |              |          |         |                             |

### الأسطول التاريخي
قامت شركة طيران تنزانيا بتشغيل الطائرات التالية:
- إيرباص إيه 320
- بوينغ 707
- بوينغ 737
- بوينغ 737 كلاسيك
- بوينغ 767
- بومباردييه سي آر جيه 100/200
- دي هافيلاند كندا دي إتش سي 6 توين أوتر
- بومباردييه داش 8
- دورنير دو 228
- فوكر 50
- فوكر إف27 فريند شيب
- ماكدونل دوغلاس دي سي-9